# Liste der Kulturdenkmale in Brand (Zwickau)
Die Liste der Kulturdenkmale in Brand (Zwickau) enthält die in der amtlichen Denkmalliste des Landesamtes für Denkmalpflege Sachsen ausgewiesenen Kulturdenkmale im Zwickauer Ortsteil Brand.

## Legende
- Bild: Bild des Kulturdenkmals, ggf. zusätzlich mit einem Link zu weiteren Fotos des Kulturdenkmals im Medienarchiv Wikimedia Commons. Wenn man auf das Kamerasymbol klickt, können Fotos zu Kulturdenkmalen aus dieser Liste hochgeladen werden:
- Bezeichnung: Denkmalgeschützte Objekte und ggf. Bauwerksname des Kulturdenkmals
- Lage: Straßenname und Hausnummer oder Flurstücknummer des Kulturdenkmals. Die Grundsortierung der Liste erfolgt nach dieser Adresse. Der Link (Karte) führt zu verschiedenen Kartendiensten mit der Position des Kulturdenkmals. Fehlt dieser Link, wurden die Koordinaten noch nicht eingetragen. Sind diese bekannt, können sie über ein Tool mit einer Kartenansicht einfach nachgetragen werden. In dieser Kartenansicht sind Kulturdenkmale ohne Koordinaten mit einem roten bzw. orangen Marker dargestellt und können durch Verschieben auf die richtige Position in der Karte mit Koordinaten versehen werden. Kulturdenkmale ohne Bild sind an einem blauen bzw. roten Marker erkennbar.
- Datierung: Baubeginn, Fertigstellung, Datum der Erstnennung oder grobe zeitliche Einordnung entsprechend des Eintrags in der sächsischen Denkmaldatenbank
- Beschreibung: Kurzcharakteristik des Kulturdenkmals entsprechend des Eintrags in der sächsischen Denkmaldatenbank, ggf. ergänzt durch die dort nur selten veröffentlichten Erfassungstexte oder zusätzliche Informationen
- ID: Vom Landesamt für Denkmalpflege Sachsen vergebene, das Kulturdenkmal eindeutig identifizierende Objekt-Nummer. Der Link führt zum PDF-Denkmaldokument des Landesamtes für Denkmalpflege Sachsen. Bei ehemaligen Kulturdenkmalen können die Objektnummern unbekannt sein und deshalb fehlen bzw. die Links von aus der Datenbank entfernten Objektnummern ins Leere führen. Ein ggf. vorhandenes Icon  führt zu den Angaben des Kulturdenkmals bei Wikidata.

## Brand
| Bild                                    | Bezeichnung                                     | Lage                     | Datierung | Beschreibung | ID       |
| --------------------------------------- | ----------------------------------------------- | ------------------------ | --------- | --- | -------- |
| Direkt Bild zu diesem Denkmal hochladen | Häuslerhaus                                     | Brander Straße 5 (Karte) | 1750–1800 | Original erhaltenes Fachwerkhaus von baugeschichtlicher und ortsgeschichtlicher Bedeutung. Bei dem zweigeschossigen Wohnhaus mit massivem Erdgeschoss, Fachwerk-Obergeschoss und Satteldach mit Spließdeckung handelt es sich um eine ehem. Häuslerei aus der 2. Hälfte des 18. Jahrhunderts. Es befindet sich insgesamt in einem sehr guten Originalzustand. So sind neben der Architektur des Außenbaues im Innern über dem Erdgeschoss und Obergeschoss Holzeinschubdecken, eine bauzeitliche Rahmenfüllungstür, ein originales Schiebefenster, die Holzstiege zum Dachgeschoss und die Dachkonstruktion als Kehlbalkendach mit einfach stehendem Stuhl erhalten. Die originale Raumaufteilung u. a. mit Küchengewölbe und Rauchfang sind nachweisbar. Im Erdgeschoss originales Wandregal in Nische erhalten. Fensteröffnungen mit flachem Korbbogen. Die originale Spließdeckung des Daches wurde 1992 unter Verwendung historischen Materials wiederhergestellt und mit kommunalen Denkmalfördermitteln in Höhe von zehntausend Deutschen Mark bezuschusst. | 09230092 |
| Direkt Bild zu diesem Denkmal hochladen | Häusleranwesen                                  | Brander Straße 7 (Karte) | um 1830   | Original erhaltenes Fachwerkhaus, teilweise verblendet, von baugeschichtlicher und ortsgeschichtlicher Bedeutung. Zweigeschossig, rechteckiger Grundriss, Erdgeschoss teilweise Lehmwände erhalten, im Erdgeschoss fehlen die Türgewände, Fachwerkobergeschoss mit regelmäßiger Gliederung, einfache Fachwerkkonstruktion mit zwei Riegeln, gezapften Streben, Satteldach mit Biberschwanzkronendeckung, originale Biberschwänze noch erhalten. | 09230093 |
| Direkt Bild zu diesem Denkmal hochladen | Ehemalige Schule, heute medizinische Fachschule | Hansastraße 16 (Karte)   | um 1900   | Breit gelagerter Klinkerbau von ortsgeschichtlicher und baugeschichtlicher Bedeutung. Jüngere Dorfschule, um 1900 erbaut, zweigeschossig, roter Klinker, Mittelrisalit zweiachsig, repräsentative Gestaltung des Frontgiebels am Mittelrisalits, beiderseits des Mittelrisalits jeweils vier Fensterachsen, Segmentbogenfensteröffnungen, heute zu Rechteckfenstern umgebaut, Sockel Granit, originale Tür erhalten – zweiflügelig mit geteiltem Oberlicht, am Kranzgesims Fries aus Klinkern, Satteldach, Gauben original erhalten. | 09230393 |